# Biblioteca del Arsenal
La biblioteca del Arsenal (en francés: bibliothèque de l’Arsenal) es una biblioteca francesa situada en el barrio de la Bastilla. 
Antiguamente era la residencia del "gran maestro de la artillería". Antoine-René d’Argenson, marqués de Paulmy, que ocupó este cargo a mediados del siglo XVIII, formó en la residencia una gran colección enciclopédica de libros, manuscritos y estampas, que puso a disposición de los eruditos. Durante la Revolución la residencia y su colección fueron confiscadas y convertidas en biblioteca pública (1797). En 1934 finalmente fue unida a la Biblioteca Nacional de Francia.
La biblioteca posee principalmente textos literarios franceses del siglo XVI al siglo XIX.